# ت ع م+07:30
التوقيت العالمي المنسق +07:30 أو ت ع م+07:30 {بالإنجليزية:UTC+07:30} هو مقابلة الوقت المحلي للتوقيت العالمي المنسق +07:30.
ت ع م+07:30 اُستُخدم توقيتا صيفيا وكذلك وقتا قياسيا لاحقا في سنغافورة، وذلك بين عامي 1941 و 1942 قبل الاحتلال الياباني، ومن 1945 إلى 1970 بعد الاحتلال، استخدمت سنغافورة ت ع م+07:30 كتوقيت صيفي. وفي وقت لاحق من عام 1970 قررت سنغافورة إعلان ت ع م+07:30 توقيتا قياسيا لسنغافورة.
حاليا، ت ع م+08:00 هو التوقيت القياسي الحالي لسنغافورة، وقد تم استخدام هذا المعيار منذ عام 1982.